# Václav Noid Bárta
Václav Noid Bárta (født 17. oktober 1980) er en tjekkisk sanger, sangskriver og skuespiller. Han skal repræsentere Tjekkiet i Eurovision Song Contest 2015 i Wien sammen med sangerinden Marta Jandová og nummeret "Hope Never Dies". Udvælgelsen skete internt og blev offentliggjort den 1. februar 2015.